# Topper Headon
Nicholas Bowen "Topper" Headon (nascut el 30 de maig de 1955), conegut com a "Topper" perquè deien que s'assemblava al personatge Mickey the Monkey del còmic Topper, és un bateria anglès, conegut sobretot per la seva etapa amb el grup de punk rock The Clash.
Va començar amb The Clash el 1977 i el seu domini de la bateria va ser una part vital del grup. L'en van expulsar el 1982 pel seu consum de drogues.

## Primers anys
Topper Headon va passar els primers anys de la seva infantesa a Crockenhill, al nord-oest de Kent, fins que va anar a un internat a Dover. Va començar a tocar la bateria de ben petit i era aficionat al jazz. Diu que Billy Cobham el va influir molt. El 1973, Headon va començar a tocar amb el grup de rock progressiu Mirkwood. Va estar amb ells un any i mig, fent de teloners de grups més coneguts com ara Supertramp. Més endavant va tocar amb un grup que feia de teloners del llegendari grup de R&B nord-americà the Temptations i admet que havia mentit quan deia que havia tocat amb the Temptations.

## The Clash
Vaig conèixer el Mick [Jones] fa un any i mig. Durant una setmana vaig tocar amb els London SS. Tenia moltes ganes de ser dels Clash. Els vull donar encara més energia de la que tenen — si és que és possible. 
Al principi Headon va fer-se dels Clash el 1977 amb la intenció de fer-se un nom com a bateria, per després continuar amb altres projectes, però aviat va adonar-se del potencial que tenien i s'hi va quedar durant quatre anys i mig. Headon toca als àlbums Give 'Em Enough Rope (1978), The Clash (1979 US version), London Calling (1979), Sandinista! (1980) i Combat Rock (1982), a més d'alguns singles importants que the Clash van gravar durant els seus inicis. També són destacables la seva veu solista a "Ivan Meets G.I. Joe" de Sandinista i la seva feina al single d'èxit "Rock the Casbah" de Combat Rock, on Headon va compondre la major part de la música i va tocar la bateria, el piano i el baix. També apareix a Super Black Market Clash (1993), que inclou cares B dels singles que va publicar el grup.
El cantant/guitarra de Clash Joe Strummer va dir que la categoria de Headon com a bateria era una part vital del grup. Les tensions entre Headon i els seus companys de grup van augmentar degut a la seva drogoaddicció, i va deixar el grup el 10 de maig de 1982, al principi de la gira de Combat Rock. El grup va amagar el motiu real de la marxa de Headon, el seu creixent consum d'heroïna, dient que la sortida de Headon era deguda al cansament.
En una entrevista posterior per al rockumentari The Clash: Westway to the World, va demanar disculpes per la seva addicció i especulava que si no l'haguessin fet marxar dels Clash, el grup potser hauria durat més temps i potser encara estarien junts. També lamentava el fet que la formació més coneguda dels Clash havia estat pensant-se de reunificar-se en l'època que va morir Strummer, després de l'experiència positiva del rockumentari Westway to the World.

## Després dels Clash
Després de deixar els Clash, va provar com a bateria per al grup que va muntar Mick Jones post-Clash, Big Audio Dynamite i va tocar en grup efímer anomenat Samurai, amb el baixista Pete Farndon, el guitarra Henry Padovani, el teclista Mick Gallagher, i el cantant Steve Allen (ex de Deaf School). Després, Headon es va concentrar en la gravació d'un àlbum en solitari Waking Up (1986), on hi tocaven Mick Gallagher, Bobby Tench i Jimmy Helms. També va publicar un single amb una versió de la cançó instrumental de Gene Krupa "Drumming Man", amb "DuKane Road" de Headon a la cara B. Una composició seva, "Hope for Donna", es va incloure en un disc de mostra de Mercury Records anomenat Beat Runs Wild, aquell mateix any. Durant els anys 1980, Headon va produir àlbums per al grup de Nova York Bush Tetras. El 1989 va tocar la bateria al disc Underwraps del grup de punk Chelsea's.
A finals de la dècada, Headon conduïa taxis sense llicència per finançar la seva addicció a l'heroïna, i també havia actuat al metro de Londres tocant els bongos.

Després d'una actuació en directe el 2002, el van informar de la mort del líder de Clash Joe Strummer. Headon, emocionat, va declarar: 
| « | Ha calgut que morís el Joe per adonar-me de com de grans van ser els Clash. Érem un grup polític i el Joe era qui feia les lletres. El Joe era una de les persones més autèntiques que pots trobar-te. Si et deia 'estic amb tu', sabies que ho estava al 100 per cent. | » |

Headon va participar amb una entrevista molt llarga al documentari Joe Strummer: The Future Is Unwritten sobre el difunt líder de Clash, que es va estrenar el 2007. En aquest documentari Headon explicava les seves experiències durant aquesta època, com va desenvolupar la seva addicció a l'heroïna i quins problemes hi havia abans de la seva expulsió. Topper també va declarar que veient el vídeo de "Rock the Casbah" amb "una altra persona (Terry Chimes) al meu lloc tocant la meva cançó" el va fer caure en una depressió encara més profunda i una addicció a les drogues encara pitjor.
L'11 de gener de 2008 va tocar amb Carbon/Silicon al Carbon Casino Club de Portobello, Londres, amb la formació de Mick Jones, Tony James, Leo Williams o Dominic Greensmith. Headon va pujar a l'escenari amb el grup durant Train in Vain (Stand by Me) de the Clash. Després van fer un bis amb el Headon tocant la bateria a "Should I Stay or Should I Go". Aquesta actuació era la primera vegada des de 1982 que Headon i Jones tocaven junts en un escenari.
En un article periodístic de febrer de 2008, Headon va revelar que el 2003 havia començat a patir molt mal d'esquena, una malaltia freqüent en bateries de rock a certa edat. Li van diagnosticar cifosi, una curvatura cap endavant de l'esquena, i va fer un tractament intens de reajustament de la postura i continua fent exercicis diàriament. Deia que, en la seva aparició recent amb Jones, tornava a estar més dret.
En algun moment de la dècada dels 1980, Headon va agafar hepatitis C, que afegida al seu consum d'alcohol, li va provocar problemes greus de fetge. Headon va seguir amb èxit un tractament amb interferó per l'hepatitis el 2007 i va convertir-se en portaveu de l'Hepatitis C Trust.